# Чайлд, Гордон
Вир Гордон Чайлд (Чайльд, англ. Vere Gordon Childe; 14 апреля 1892, Сидней — 19 октября 1957, близ Катумбы, Маунт Виктория, Новый Южный Уэльс, Австралия) — британско-австралийский историк-марксист, один из ведущих археологов XX века. Член Британской академии с 1940 года. Автор понятий «неолитическая революция» и «урбанистическая революция». Основоположник антропологического неоэволюционизма.

## Биография
Уроженец Австралии, Гордон Чайлд в 1914 году поступил в Куинз-колледж Оксфордского университета в Великобритании для изучения классических языков в качестве стипендиата. В числе его преподавателей были знаменитые археологи Артур Эванс и Джон Линтон Майерс. В Оксфорде Чайлд с особым интересом изучал первобытную и древнюю историю, а также гегельянскую и марксистскую философию. В университете его соседом по комнате и близким другом был будущий деятель коммунистической партии Раджани Палм Датт.
Вернувшись в Австралию, с 1919 по 1921 год был личным секретарём лейбориста Джона Стори, члена законодательного совета и премьер-министра штата Новый Южный Уэльс. Кроме того, он вступил в синдикалистский профсоюз «Индустриальные рабочие мира». После внезапной смерти премьер-министра Чайлд, разочарованный разрывом между реформистским руководством лейбористов и «Индустриальными рабочими мира», оставил политику и отправился в Европу. Свои воспоминания об опыте работы в администрации Нового Южного Уэльса Чайлд отобразил в книге «Как управляют лейбористы» («How Labour Governs», 1923). В дальнейшем историк сохранял левые убеждения и стал одним из самых известных марксистских интеллектуалов в Западной Европе. В 1925 году Чайлд окончательно перебрался в Великобританию, став библиотекарем Королевского антропологического института в Лондоне.
В 1927—1946 годах занимал кафедру доисторической археологии в Эдинбургском университете. В 1946—1957 годах возглавлял Институт археологии при Лондонском университете. Проводил важные раскопки на Оркнейских островах (поселение Скара-Брей, 1928—1930), в Шотландии и Северной Ирландии, принимал участие в археологических экспедициях на Балканы, в Грецию, Венгрию, Ирак, Индию и США.
Чайлд, будучи убеждённым социалистом, четырежды посещал Советский Союз. В результате последней поездки в Москву и Ленинград (1956) он обратился к ведущим советским археологам с письмом, в котором критически оценивал состояние археологических исследований в их стране.
В 1956 году Чайлд покинул Лондон и вернулся в Австралию, однако из-за левых убеждений учёного ему не позволили преподавать в Сиднейском университете. Он вышел на пенсию и спустя год погиб: посещая Большой Водораздельный хребет, он упал с 70-метровой скалы. Полагают, что это было самоубийство: археолог был озабочен ухудшением состояния здоровья и боялся угасания интеллектуальных возможностей. Впрочем, свидетельство о смерти констатирует несчастный случай. Щедрый при жизни, Чайлд умер, не оставив никаких сбережений, и завещал своё скудное имущество Институту археологии Лондонского университета.
Чайлд владел большим количеством европейских языков и, по утверждениям студентов, во время лекций мог забыться и перейти на немецкий, португальский или другой язык, непонятный его слушателям.

## Сочинения
Работы Чайлда выявляют синтез широты знаний, касающихся древней и доисторической истории, и уникальной манеры изложения. По уровню охвата доисторического материала в географическом отношении они остаются непревзойденными до нашего времени.
В число известнейших трудов Чайлда входят следующие книги: «У истоков европейской цивилизации» (другой вариант перевода названия «Рассвет европейской цивилизации», The Dawn of European Civilization; 1925, последнее, 6-е, прижизненное издание, 1957), «Дунай в доисторические времена» (The Danube in Prehistory; 1929) и опубликованная посмертно «Предыстория европейского общества» (Prehistory of European Society; 1957), ставшие классикой европейской археологии и древней истории, а также «Социальная революция» (The Social Revolution, 1951) и «Восстановление прошлого» (1956). В книге «Арийцы: исследование индоевропейских корней» (The Aryans: A Study of Indo-European Origins; 1926) Чайлд определял в качестве прародины индоевропейцев южнорусские степи (в дальнейшем эти взгляды были оформлены литовско-американским археологом Марией Гимбутас в курганную гипотезу).
Кроме того, перу Чайлда принадлежат научно-популярные книги, предназначенные широкому кругу читателей, например, «Человек создаёт себя» (Man Makes Himself; 1936), представляющая комплексную картину параллельной эволюции общества и технологии, и «Что произошло в истории» (What Happened in History; 1942), введение в древнюю и доисторическую археологию.

## Вклад в науку
Исследование Чайлдом истории первобытных обществ Европы III—II тысячелетий до н. э. было призвано определить корни европейской цивилизации, оценить степень влияний, дивергентной эволюции и диффузии достижений культуры (в первую очередь, в сфере земледелия и бронзовой металлургии) с Ближнего Востока на доисторическую Европу, а также исследовать структуру и характер археологических культур Европы накануне их включения в ойкумену цивилизованного мира. Источником европейской цивилизации Чайлд считал высокие культуры Древнего Востока. Книга «У истоков европейской цивилизации» снискала ему славу «лидера британского диффузионизма», однако Чайлд избегал преувеличения диффузионистского фактора в мировой истории, что проявилось в поздних переизданиях этого труда, где археолог критически пересмотрел ряд своих выводов.
Исходя из материалистических позиций и марксистской методологии, Чайлд создал универсальную концепцию развития человечества. Заслугой Чайлда в области археологии является перемещение акцента с тривиального изучения и описания артефактов на изучение общества, восстанавливаемого на их основании.
Чайлд рассматривал развитие цивилизации как следствие двух событий, названных им «революциями» (по аналогии с промышленной революцией). Первая, неолитическая, сделала возможным производящее хозяйство (одомашнивание и разведение домашних животных, земледелие) и распространение оседлых сельских общин. Вторая, урбанистическая революция, непосредственно связана с возникновением городов, цивилизации и государственных институтов как таковых. Ключевыми причинами урбанистической революции являются развитие технологий и наличие растущих излишков пищи. Чайлд предлагал 10 критериев, отличающих городскую цивилизацию от предшествовавших обществ:
1. увеличение размеров и плотности поселений, превращение их в города;
2. социальная стратификация (классовое расслоение), предусматривающая существование привилегированного правящего класса, использующего государственную машину для сохранения своего превосходства над угнетёнными;
3. механизмы извлечения «социальных излишков» для поддержания государственного аппарата, включая налоги или дань;
4. политическая организация, построенная по территориальному, а не только родственному признаку, — государство; концентрация власти;
5. общественное разделение труда, позволяющее выделение категорий ремесленников и специалистов в непроизводственных сферах;
6. интенсивная экономика, предусматривающая внешнюю торговлю;
7. письменность или её заменители;
8. возникновение зачатков точных наук;
9. развитое изобразительное искусство;
10. монументальные общественные постройки.

## Список трудов Чайлда
- How Labour Governs (1923)
- The Dawn of European Civilization (1925)
- The Aryans: A Study of Indo-European Origins (1926)
- The Danube in Prehistory (1929)
- The Bronze Age (1930)
- The Forest Cultures of Northern Europe: A Study in Evolution and Diffusion (1931)
- The Continental Affinities of British Neolithic Pottery (1932)
- Neolithic Settlement in the West of Scotland (1934)
- New Light on the Most Ancient East (1935)
- Prehistory of Scotland (1935)
- Man Makes Himself (1936, slightly revised 1941, 1951)
- Prehistoric communities of the British Isles (1940, 2nd edition 1947)
- What Happened in History (1942)
- The Story of Tools (1944)
- Progress and Archaeology (1944, 1945)
- History (1947)
- Social Worlds of Knowledge (1949)
- The Constitution of Archaeology as a Science (1953)
- Society and Knowledge (1956)
- Piecing Together the Past: The Interpretation of Archeological Data (1956)

### Русскоязычные издания
- Чайлд Г. Прогресс и археология / Пер. с англ. М. Б. Граковой-Свиридовой; предисл. А. В. Арциховского. — М.: Издательство иностранной литературы, 1949.
- Чайлд Г. У истоков европейской цивилизации. — М., 1952.
- Чайлд Г. Древнейший Восток в свете новых раскопок / Предисловие В. И. Авдиева; пер. с англ. М. Б. Граковой-Свиридовой. — М.: Издательство иностранной литературы, 1956. — 384 c.
- Чайлд Г. Арийцы. Основатели европейской цивилизации / Пер. с англ. И. А. Емец. — М.: Центрполиграф, 2009. — 272 с. — ISBN 978-5-9524-4554-3.
- Чайлд Г. Расцвет и падение древних цивилизаций. — М.: ЗАО «Центрполиграф», 2012. — 384 с. (перевод What Happened in History)